# Lepidagathis subinterrupta
Lepidagathis subinterrupta är en akantusväxtart som beskrevs av Merrill. Lepidagathis subinterrupta ingår i släktet Lepidagathis och familjen akantusväxter. Inga underarter finns listade i Catalogue of Life.